# Cantonul Ébreuil
Cantonul Ébreuil este un canton din arondismentul Montluçon, departamentul Allier, regiunea Auvergne, Franța.

## Comune
- Bellenaves
- Chirat-l'Église
- Chouvigny
- Coutansouze
- Ébreuil (reședință)
- Échassières
- Lalizolle
- Louroux-de-Bouble
- Nades
- Naves
- Sussat
- Valignat
- Veauce
- Vicq